# Trận Jitra
Trận Jitra là trận chiến giữa quân đội Nhật Bản và Đồng minh trong Chiến dịch Mã Lai trong Thế chiến 2, diễn ra từ ngày 11-13 tháng 12 năm 1941. Thất bại của người Anh đã buộc Tướng Arthur Percival phải ra lệnh cho tất cả máy bay Đồng minh đóng tại Mã Lai rút về Singapore.

## Hoàn cảnh
Hệ thống phòng thủ của Đồng minh tại Jitra chưa được hoàn thành khi Chiến tranh Thái Bình Dương nổ ra. Hàng rào dây thép gai đã được dựng lên và một số mìn chống tăng được đặt nhưng những cơn mưa lớn đã làm ngập các chiến hào nông và hố súng. Nhiều dây cáp điện thoại dã chiến đặt trên mặt đất ngập nước cũng không hoạt động, dẫn đến thiếu thông tin liên lạc trong trận chiến.
Hai lữ đoàn thuộc Sư đoàn Bộ binh 11 Ấn Độ của Thiếu tướng David Murray-Lyon trấn giữ tiền tuyến. Bên phải là Lữ đoàn Bộ binh 15 Ấn Độ, bao gồm Tiểu đoàn 1 Trung đoàn Leicestershire, Tiểu đoàn 1 Trung đoàn 14 Punjab và Tiểu đoàn 2 Trung đoàn 9 Jat; bên trái là Lữ đoàn Bộ binh 6 Ấn Độ, bao gồm Tiểu đoàn 2 Trung đoàn East Surrey, Tiểu đoàn 1 Trung đoàn 8 và Tiểu đoàn 2 Trung đoàn 16 Punjab. Các khẩu đội từ Trung đoàn Dã chiến 155, Trung đoàn Sơn chiến 22 và Trung đoàn Chống tăng 80 hỗ trợ về mặt pháo binh. Lữ đoàn Bộ binh 28 Ấn Độ, bao gồm 3 tiểu đoàn Gurkha được đưa vào lực lượng dự bị của sư đoàn.
Tiền tuyến của người Anh dài tới 14 dặm (23 km), trải dài trên cả hai con đường và đường sắt và vượt xa hai bên, từ những ngọn đồi được bao phủ bởi rừng rậm ở bên phải, qua những cánh đồng lúa nước và một điền trang trồng cây cao su đến đầm lầy trong những khu rừng ngập mặn thuỷ triều ở bên trái.
Sau Chiến dịch Matador, một cuộc tấn công nhằm ngăn chặn quân Nhật vào Thái Lan, bị huỷ bỏ, Sư đoàn Bộ binh 11 Ấn Độ quay trở lại các vị trí phòng thủ xung quanh Jitra. Vị trí của Jitra vẫn còn trong tình trạng cực kỳ tồi tệ vào ngày 8 tháng 12 năm 1941 và Tướng Murray-Lyon cần thời gian để hoàn thành hệ thống phòng ngự. Bộ Tư lệnh Mã Lai đã đưa ra một kế hoạch thứ hai để trì hoãn quân Nhật; 3 chiến dịch Matador thu nhỏ (Krohcol, Laycol và một đoàn tàu thiết giáp), với hy vọng là sẽ giữ cho quân Nhật tránh xa Jitra đủ lâu để Tướng Lyon có thể hoàn thành hệ thống phòng thủ của mình. Krohcol xâm lược Thái Lan từ phía đông nam Jitra và đã thành công một phần trong việc trì hoãn quân Nhật nhưng không thành công trong mục tiêu chính của nó. Hai đội còn lại, Laycol và đoàn tàu thiết giáp hoạt động từ phía bắc vị trí Jitra.

## Mở đầu

### 9 Tháng 12
Sau khi Nhật Bản tiến hành xâm lược Thái Lan với cuộc đổ bộ lên Singora và Patani vào ngày 8 tháng 12 năm 1941, họ tấn công về phía tây bắc Mã Lai. Để giúp trì hoãn quân Nhật, ba đội quân đã được phái đi từ Mã Lai. Trước mặt Sư đoàn 11 Ấn Độ, hai đội quân đã được phái đi. Đầu tiên là một đoàn tàu thiết giáp được điều khiển bởi một trung đội từ Punjab 2/16, được gửi đến Perlis (gần một nửa con đường đến Singora), nơi nó phá huỷ một cây cầu đường sắt và sau đó rút về Mã Lai.
Laycol, đội quân thứ hai bao gồm 200 binh sĩ được vận chuyển bởi xe tải từ Trung đoàn 1/8 Punjab, dưới quyền chỉ huy của Thiếu tá Eric Robert Andrews, được hỗ trợ bởi một vài khẩu pháo chống tăng 2-pounder thuộc Khẩu đội 273, Trung đoàn Chống tăng 80 và hai bộ phận công binh. Laycol tiến lên con đường Trunk từ Jitra đến 10 dặm (16 km) qua biên giới Thái Lan tại thị trấn Ban Sadao. Laycol vừa hoàn thành các vị trí phòng thủ của họ vào lúc 21:00 ngày 9 tháng 12 khi đội quân tiên phong của Sư đoàn 5 Nhật Bản-khoảng 500 người của Trung đoàn Trinh sát thuộc Sư đoàn 5 Nhật và Trung đoàn Xe tăng 1 dưới quyền chỉ huy của Trung tá Saeki-đi xuống con đường Trunk với ánh đèn pha rực rỡ. Các khẩu pháo chống tăng của Laycol đã tiêu diệt 2 xe tăng và làm hư hại chiếc thứ ba, trước khi Laycol thu dọn đồ đạc và quay trở lại các vị trí của Trung đoàn 1/14 Punjab tại Changlun, cách biên giới 6 dặm (9.7 km) về phía nam. Khi Laycol vượt qua biên giới, họ đã phá huỷ cây cầu và một phần con đường phía sau họ, hy vọng sẽ trì hoãn quân Nhật hơn nữa.

## Trận chiến

### 10-11 Tháng 12
Thiếu tướng Murray-Lyon-nhận ra rằng các vị trí tại Jitra vẫn chưa sẵn sàng-đã ra lệnh cho Chuẩn tướng K. A. Garrett nắm lấy quyền chỉ huy 1/14 Punjab và 2/1 Súng trường Gurkha đến các vị trí trên con đường Trunk phía bắc Jitra, trong một nỗ lực để trì hoãn bước tiến của Nhật Bản cho đến ngày 12 tháng 12. Garrett đặt Punjab 1/14 (Trung tá James Fitzpatrick) tại Changlun, 6 dặm (9.7 km) từ biên giới Thái Lan và 2/1 Gurkha (Trung tá Jack Fulton) tại làng Asun (Kampung Asun) chỉ cách Jitra vài dặm về phía bắc.

#### Changlun
Trung đoàn Punjab 1/14 của Trung tá Fitzpatrick-được hỗ trợ bởi Khẩu đội Sơn chiến 4 (từ Trung đoàn Sơn chiến 22, quân đội Anh-Ấn), một bộ phận pháo chống tăng 2 pounder (từ Khẩu đội 2, Trung đoàn Chống tăng 80) và một đại đội công binh-được chia thành 2 vị trí phục kích mạnh; một ở phía bắc Changlun và một ở phía nam của làng. Tiểu đoàn đã vào vị trí vào đầu giờ tối ngày 10 tháng 12. Đội tiên phong của Trung tá Saiki đã hoàn tất việc sửa chữa cầu đường mà không gặp trở ngại nào vào buổi chiều và bắt đầu đi xuống con đường Trunk về phía vị trí của Punjab 1/14 tại Changlun. Vào khoảng 21:00 ngày 10 tháng 12, hai xe tăng đầu tiên của Saeki đến được vị trí phục kích ở phía bắc Changlun đã bị tiêu diệt bởi pháo chống tăng và đơn vị Punjab gây thêm thương vong cho bộ binh hỗ trợ Nhật, trước khi rút lui về phía nam Changlun. Phải đến sáng sớm ngày 11 tháng 12, quân Nhật mới đuổi kịp đơn vị 1/14 Punjab tại vị trí phục kích tiếp theo. Vào ban ngày, người của Saeki đã có thể gửi một đội bên sườn xung quanh vị trí của đơn vị Punjab, buộc họ phải rút lui trước khi bị cắt đứt. Fitzpatrick quyết định rút tiểu đoàn gần như còn nguyên vẹn của mình trở lại vị trí của Gurkha tại Asun.
Tại thời điểm này trong trận chiến, Murray-Lyon đến sở chỉ huy của Fitzpatrick và ra lệnh cho anh ta thiết lập một cuộc phục kích khác ở phía bắc Asun. Murray-Lyon, Garrett, Fitzpatrick và cả 4 chỉ huy đại đội của ông sau đó di chuyển về phía nam để xem địa điểm phục kích mới, rời khỏi đơn vị 1/14 Punjab để thu dọn đồ đạc và tham gia cùng họ. Đến đầu giờ chiều, trời bắt đầu mưa to, tầm nhìn giảm xuống còn vài feet. Được chất lên một nửa phương tiện vận tải và đi sai đường, Trung đoàn 1/14 Punjab đã bị bất ngờ bởi một số xe tăng Nhật xuất hiện trong mưa và di chuyển vào giữa tiểu đoàn. Xe tăng của Saeki đã phân tán tiểu đoàn với chỉ 270 người Punjab có thể quay trở lại phòng tuyến của Anh.
Quân Nhật nhanh chóng di chuyển qua tiểu đoàn bị tiêu diệt và tiến về Asun. Fitzpatrick-một vài dặm xuống đường Trunk-đã biết về thảm hoạ từ một vài người sống sót chạy về phía Asun. Fitzpatrick và một vài người đi cùng ông đã cố gắng xây dựng một chốt chặn nhưng ông đã bị thương nặng khi xe tăng Nhật tiếp cận ông. Garrett đã tập hợp 270 người sống sót và trốn thoát về phía nam. Đến đầu giờ chiều ngày 11 tháng 12, đội quân của Saeki đã đến được vị trí của Gurkha tại Asun.

#### Asun
Trung đoàn 2/1 Gurkha của Trung tá Jack Fulton được bố trí ở bờ nam của một dòng suối chảy xiết, ngay phía bắc Asun. Không giống như đơn vị Punjab, đơn vị Gurkha không có pháo chống tăng nhưng các kỹ sư công binh đã đặt bom phá huỷ trên cây cầu đường bộ. Sự xuất hiện của những người sống sót trong đơn vị 1/14 Punjab đã đưa ra một vài phút cảnh báo cho những người Gurkha đang cố gắng làm nổ tung cây cầu, nhưng mưa lớn có thể đã làm hỏng những quả bom được gài trước đó. Khi những chiếc xe tăng đầu tiên của Saeki xuất hiện, Havildar Manbahadur Gurung, đã sử dụng súng trường chống tăng Boys đã tiêu diệt 2 xe tăng đầu tiên trên cầu, chặn được 2 chiếc xe tăng này. Bộ binh của Saeki di chuyển nhanh chóng qua dòng suối ở hai bên sườn, được hỗ trợ bởi hoả lực súng cối và súng máy hạng nặng. Những người lính Gurkha chủ yếu là trẻ tuổi và thiếu kinh nghiệm đã sớm bị phá vỡ và phân tán. Đến 19:00 ngày 11 tháng 12, một lực lượng nhỏ của Nhật Bản đã đột phá qua đơn vị Gurkha. Hầu hết đơn vị 2/1 Gurkha đều đã bị bắt, nhưng Fulton đã cứu được 200 trong tổng số 550 người.

### Jitra
Sau khi tiêu diệt được hai tiểu đoàn ở phía bắc Jitra, Biệt đội Saeki di chuyển thần tốc xuống con đường Trunk đến tuyến phòng thủ của Sư đoàn 11 Ấn Độ tại Jitra. Murray-Lyon đã đặt phần lớn hai lữ đoàn của mình ở phía đông và tây Jitra với một mặt trận 4 tiểu đoàn để đối mặt với bất kỳ cuộc tấn công nào. Lữ đoàn 6 Ấn Độ bảo vệ phía tây Jitra dọc theo dòng sông Jitra. Trung đoàn 2/16 Punjab ở cánh trái và Trung đoàn Đông Surrey 2 gần Jitra. Trung đoàn 1/8 Punjab-trừ 2 đại đội thành lập Laycol-đang bảo vệ con đường Kodiang qua bang Perlis tại Tanjong Iman. Vào ngày 10 tháng 12, Trung đoàn 1/8 Punjab đã rút khỏi Perlis, phá huỷ các cây cầu trên đường rút lui. Cùng lúc lực lượng của Garrett trên Đường Singora đang bị quân của Saeki huỷ diệt, việc phá huỷ sớm một cây cầu trên đường Kodiang đã khiến một số lượng lớn đơn vị 1/8 Punjab bị mắc kẹt ở phía bên trái con sông.
Lữ đoàn 15 Ấn Độ (nay dưới quyền chỉ huy của Chuẩn tướng Carpendale) bảo vệ con đường Trunk tại Jitra. Trung đoàn 1 Leicestershire đang bảo vệ con đường và thị trấn phía bắc sông Jitra cùng với Trung đoàn 2/9 Jat ở sườn phía đông. Trung đoàn 2/2 Gurkha bảo vệ khu vực sư đoàn phía sau các vị trí của Leicesters và Jats, trong khi Tiểu đoàn Gurkha (2/9 Gurkha) bảo vệ tuyến rút lui của Sư đoàn 11 Ấn Độ. Đến cuối giờ chiều ngày 11 tháng 12, Murray-Lyon đã mất phần lớn binh lực của 3 tiểu đoàn và bây giờ trong tay ông không còn một lực lượng dự bị nào để tham gia trận chiến.

#### 11-13 Tháng 12
Cùng với những người sống sót trong 2 tiểu đoàn của Garrett tràn qua Sư đoàn 11 Ấn Độ và tuyến rút lui của ông bị đe doạ bởi cuộc tiến công của người Nhật ở phía nam Jitra tại Kroh, Murray-Lyon đã xin phép Bộ Tư lệnh Mã Lai rút khỏi Jitra đến một vị trí mà ông đã chọn cách khoảng 30 dặm (48 km) về phía nam tại Gurun. Đó là một thành trì tự nhiên, mặc dù nó chưa được củng cố. Tướng Arthur Percival từ chối yêu cầu này, ông sợ rằng một cuộc rút lui sớm và dài như vậy sẽ gây mất tinh thần đối với quân đội và dân thường. Murray-Lyon được thông báo rằng trận chiến phải diễn ra tại Jitra.
Vào lúc 20:30 ngày 11 tháng 12, lực lượng tiên phong của Saeki đã vượt qua một đội tuần tra phía trước của Trung đoàn 1 Leicesters nhưng bị chặn lại bởi một tuyến chốt chặn ngẫu hứng cho đến rạng sáng ngày 12 tháng 12. Saeki-tin rằng mình vẫn đang tấn công các lực lượng trì hoãn nhỏ của Anh-đã tung người của mình vào một cuộc tấn công kéo dài 3 giờ vào các vị trí của Leicesters và Jat nhưng không thành công. Đến giữa trưa ngày 12 tháng 12, Saeki nhận ra mình đang chiến đấu chống lại các vị trí chính của Sư đoàn 11 Ấn Độ. Tướng Kawamura (tư lệnh Lữ đoàn Bộ binh 9 Nhật Bản) đã đặt các Trung đoàn Bộ binh 11 và 41 sẵn sàng tiếp tục tấn công vào ban đêm. Đội tiên phong của Saeki lại tấn công một cách bốc đồng, lần này là vào Đại đội D của Trung đoàn 2/9 Jat dẫn đến một đến cái nêm được đẩy giữa Leicesters và Jats và Đại đội D thực tế đã bị cắt đứt. Nỗ lực của Leicesters để thu hẹp khoảng cách vào buổi chiều là một thất bại với cái giá phải trả quá đắt. Trung tá R. C. S. Bates dẫn đầu 2 đại đội của mình từ Punjab 1/8 trong một cuộc tấn công vào cái nêm; Bates cùng với 2 sĩ quan và 23 người đã thiệt mạng. Đại đội D Jats, hết đạn, đã bị tràn ngập ngay sau đó. Cùng lúc đó, Trung tá C. K. Tester, tư lệnh Trung đoàn 2/9 Jat, đã mất liên lạc với Đại đội A ở cánh phải.
Vào lúc 19:30 ngày 12 tháng 12, Murray-Lyon một lần nữa xin phép quay trở lại vị trí tại Gurun. Tướng Percival cuối cùng cũng đồng ý và Murray-Lyon được phép rút lui theo quyết định của riêng mình. Việc rút khỏi Jitra vào đêm 12/13 tháng 12 khi Sư đoàn 11 Ấn Độ hứng chịu phần lớn thương vong. Do thông tin liên lạc cực kỳ kém, lệnh rút lui của Murray-Lyon đã không đến được với nhiều đại đội tiền phương của ông, những người đang ở vị trí của họ vào rạng sáng ngày 13 tháng 12. Vào nửa đêm ngày 13 tháng 12, một nỗ lực của Nhật Bản nhằm thúc đẩy cây cầu duy nhất bắc qua sông Bata đã bị đẩy lùi bởi Súng trường 2/2 Gurkha. Hai giờ sau, cây cầu bị nổ tung và tiểu đoàn rút lui qua hậu phương được hình thành bởi Súng trường 2/9 Gurkha, những người đã chiến đấu trong một trận chiến ác liệt khác trước khi rút lui lúc 04:30; đến trưa, người Anh đã rút lui. Murray-Lyon đã cố gắng giữ vững Bắc Kedah, chặn xe tăng Nhật bằng cách lợi dụng các chướng ngại vật tự nhiên và bố trí lực lượng của mình theo chiều sâu trên hai con đường song song bắc-nam đi qua khu vực trồng lúa, để mở rộng phạm vi cho pháo binh. Lúc 22:00, Sư đoàn 11 Ấn Độ được lệnh rút về bờ nam sông Kedah tại Alor Star, bắt đầu vào lúc nửa đêm.

## Kết quả
Trận Jitra và cuộc rút lui về Gurun đã khiến Sư đoàn 11 Ấn Độ phải hứng chịu tổn thất rất lớn về nhân lực và sức mạnh như một lực lượng chiến đấu hiệu quả. Sư đoàn này có một chỉ huy lữ đoàn bị thương (Garrett), một chỉ huy tiểu đoàn (Bates) và một người khác bị bắt (Fitzpatrick). Sư đoàn đã mất tương đương với gần 3 tiểu đoàn bộ binh và không có điều kiện để đối mặt với một cuộc tấn công khác của quân Nhật mà không có quân tiếp viện, tổ chức lại lực lượng và nghỉ ngơi. Sau 15 giờ chiến đấu ác liệt, Sư đoàn 5 Nhật Bản đã chiếm được Jitra và cùng với đó là một lượng lớn tiếp tế của Đồng minh trong khu vực. Cũng trong khoảng thời gian đó, các máy bay của Hải quân Đế quốc Nhật Bản đã tiến hành các cuộc không kích lớn vào Penang, giết chết hơn 2,000 thường dân. Sau khi phá huỷ hầu hết các máy bay Đồng minh tại Alor Star, Tướng Percival ra lệnh rằng cho đến khi quân tiếp viện đến, tấc cả máy bay sẽ chỉ được sử dụng để bảo vệ Singapore và bảo vệ các đoàn tàu vận tải tiếp tế di chuyển về phía bắc vào Mã Lai. Murray-Lyon bị cách chức vào ngày 23 tháng 12.
Việc rút lui này sẽ khó khăn trong những điều kiện thuận lợi nhất. Với việc quân đội mệt mởi, các đơn vị hỗn hợp do chiến đấu, thông tin liên lạc bị gián đoạn và đêm tối, không thể tránh khỏi việc mệnh lệnh bị trì hoãn và trong một số trường hợp, mệnh lệnh không bao giờ đến nơi. Đây là những gì trong thực tế đã xảy ra. Một số đơn vị và tiểu đơn vị rút lui mà không gặp sự cố. Những người khác, thấy mình không thể sử dụng con đường duy nhất, đã phải cố gắng hết sức có thể để vượt qua. Ở sườn trái, không có đường, vì vậy một số bên đã đến bờ biển, và lấy thuyền, gia nhập lại xa hơn về phía nam. Một số, một lần nữa, vẫn còn ở vị trí vào sáng hôm sau. Thực tế là việc rút lui, cần thiết như nó có thể, quá nhanh và quá phức tạp đối với quân đội vô tổ chức và kiệt sức, mà sự vô tổ chức và kiệt sức của họ chỉ có thể tăng lên.— Percival